# Ascensión Godoy Tena
María Ascensión Godoy Tena (Montornès del Vallès, Vallès Oriental, 1965) és una política espanyola del Partit Socialista Obrer Espanyol (PSOE).
Diplomada en Informàtica per la Universitat d'Extremadura, va ser regidora de l'Ajuntament de Castuera entre 1995 i 2007.
Va ser inclosa al lloc 23 de la llista del Partit Socialista Obrer Espanyol (PSOE) a Badajoz per a les eleccions a l'Assemblea d'Extremadura de 2007. Godoy, que no va resultar elegida diputada llavors, va entrar però al parlament regional el 14 de febrer de 2008, en substituir la renúncia de Manuel Amigo. Al juliol d'aquest mateix any es va convertir en la nova secretària d'Organització del PSOE extremeny, com a part de la nova executiva de Guillermo Fernández Vara. Va renovar la seva acta de diputada autonòmica per Badajoz a les 2011 i 2015.
Persona de la màxima confiança de Fernández Vara, va ser inclosa per Javier Fernández entre els membres de la gestora que va pilotar el PSOE després de la defenestració de Pedro Sánchez Pérez-Castejón de la secretaria general del partit a la tardor de 2016.